# Diadexia anchylocrossa
Diadexia anchylocrossa är en fjärilsart som beskrevs av Turner 1924. Diadexia anchylocrossa ingår i släktet Diadexia och familjen Crambidae. Inga underarter finns listade i Catalogue of Life.